# Verkeersplein Asten
Het Ei van Ommel is de voormalige benaming voor wat sinds 2009 officieel Verkeersplein Asten heet. De aansluiting is een zogenaamde haarlemmermeeraansluiting waarbij de A67 ongehinderd over dit kruispunt voert en de N279 daarop aansluit op maaiveldniveau.
De naam Ei van Ommel werd gebruikt omdat dit kruispunt tot 2009 de vorm had van een enigszins ovaal gevormde rotonde met een omtrek van ongeveer 900 meter. Daarmee was het Ei van Ommel een van grootste rotondes in Nederland.
Medio 2009 is deze rotonde verwijderd en vervangen door de genoemde haarlemmermeeraansluiting met op maaiveldniveau een dubbele T-splitsing, een ten noorden van de A67 en een ten zuiden van de A67. Het verkeer wordt op de N279 door middel van verkeerslichten geregeld.
| Aansluitende wegen                  | Aansluitende wegen            | Aansluitende wegen | Aansluitende wegen | Aansluitende wegen          |
| ----------------------------------- | ----------------------------- | ------------------ | ------------------ | --------------------------- |
| richting Helmond / 's-Hertogenbosch |                               |                    |                    | Deurneseweg richting Deurne |
|                                     |                               |                    |                    |                             |
| richting Eindhoven / Antwerpen (B)  | richting Venlo / Duisburg (D) |                    |                    |                             |
|                                     |                               |                    |                    |                             |
| Floralaan richting Asten            |                               |                    |                    | richting Meijel / Roermond  |